# Porta Felice
Porta Felice je monumentální městská brána v Palermu. Představuje vstup na Cassara (hlavní a nejstarší ulice města) a nachází se v oblasti Foro Italico. Brána byla postavena v renesančním a barokním stylu mezi 16. a 17. stoletím.
V roce 1581 byla ulice Cassara rozšířena do blízkosti moře. Sicilský místodržící Marcantonio Colonna se rozhodl vybudovat monumentální bránu. Brána byla pojmenována podle manželky Colonny, Felice Orsini. Dne 6. července 1582 se uskutečnil ceremoniál položení základního kamene. V následujících letech byla stavba zastavena. V roce 1602 se nový místodržící Lorenzo Suárez de Figueroa y Córdoba rozhodl pokračovat v práci. Projekt byl přidělen architektu Marianu Smirigliovi. Když zemřel, v roce 1636, byla práce přenesena na Pietra Novelliho. V roce 1637 byla brána dokončena. Roku 1642 byly přidány dvě fontány.
Během druhé světové války byla pravá strana téměř úplně zničena bombardováním. Později se podařilo obnovit Porta Felice do její bývalé podoby.